# Saint-Jean-le-Comtal
Saint-Jean-le-Comtal – miejscowość i gmina we Francji, w regionie Oksytania, w departamencie Gers.
Według danych na rok 1990 gminę zamieszkiwało 318 osób, a gęstość zaludnienia wynosiła 19 osób/km² (wśród 3020 gmin regionu Midi-Pireneje Saint-Jean-le-Comtal plasuje się na 749 miejscu pod względem liczby ludności, natomiast pod względem powierzchni na miejscu 686).